# Philippe Marché
Philippe Marché (22 giugno 1962) è un ex giocatore di calcio a 5 belga.

## Carriera
Marché ha giocato in prestigiosi club belgi tra gli anni ottanta e gli anni novanta come MJ Outremeuse (fino al 1988), ZVK Hasselt (dal 1988 al 1990) e ZVK Isola Hoeselt. Eletto per due volte tra i migliori giocatori del campionato belga, ha difeso la porta della Nazionale maschile di calcio a 5 del Belgio per oltre un decennio. Oltre ai tre campionati mondiali disputati, Marché fu tra i convocati del Belgio medaglia di bronzo all'European Futsal Tournament 1996. In totale, ha disputato 77 incontri con la nazionale.